# Brytyjska Afryka Wschodnia

Flaga Brytyjskiej Afryki Wschodniej

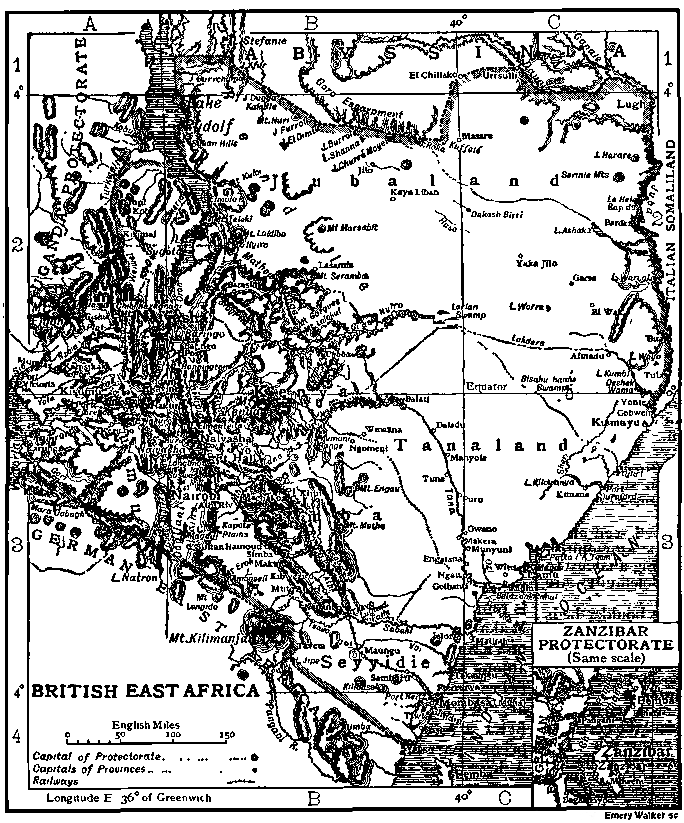
Mapa Brytyjskiej Afryki Wschodniej z 1911 roku

Brytyjska Afryka Wschodnia (ang. British East Africa) – obszar we wschodniej Afryce pokrywający się z obszarem współczesnej Kenii, w drugiej połowie XIX wieku opanowany przez Brytyjczyków, który w 1895 roku został brytyjskim protektoratem. Istniał on aż do 1920 roku, kiedy to stał się kolonią brytyjską.

## Historia
Europejscy misjonarze zaczęli się osiedlać na obszarze między Mombasą, a górą Kilimandżaro w latach 40. XIX wieku, pod opieką ze strony sułtana Zanzibaru. W 1886 roku rząd brytyjski zachęcił Sir Williama Mackinnona, właściciela spółki żeglugowej, by umocnił wpływy brytyjskie w regionie. W 1888 roku udało mu się założyć Brytyjską Imperialną Kompanię Wschodnioafrykańską. Zarządzała ona około 240 kilometrowym odcinkiem wybrzeża, dzierżawionego od sułtana, który rozciągał się od rzeki Tana, przez Mombasę do granicy z Niemiecką Afryką Wschodnią. Brytyjską strefę wpływów, potwierdziła w 1885 roku konferencja berlińska, która rozszerzyła ją na pozostałą część współczesnej Kenii, a w 1890 roku objęła również Ugandę.
Kompania zaczęła słabnąć, przez co 1 lipca 1895 roku rząd brytyjski proklamował Protektorat Afryki Wschodniej. Stolica została przeniesiona z Mombasy do Nairobi w 1905 roku, a 23 lipca 1920 roku protektorat przekształcono w kolonię.